# Křivousy
Křivousy jsou malá vesnice, část obce Vojkovice v okrese Mělník ve Středočeském kraji. Nachází se asi jedn kilometr severně od Vojkovic. Křivousy jsou také název katastrálního území o rozloze 4,98 km². V katastrálním území Křivousy leží i Dědibaby.

## Historie
První písemná zmínka o vesnici pochází z roku 1382.

## Obyvatelstvo
| Rok            | 1869 | 1880 | 1890 | 1900 | 1910 | 1921 | 1930 | 1950 | 1961 | 1970 | 1980 | 1991 | 2001 | 2011 | 2021 |
| -------------- | ---- | ---- | ---- | ---- | ---- | ---- | ---- | ---- | ---- | ---- | ---- | ---- | ---- | ---- | ---- |
| Počet obyvatel | 124  | 130  | 126  | 105  | 105  | 96   | 95   | 81   | 86   | 60   | 50   | 48   | 35   | 44   | 49   |
| Počet domů     | 16   | 17   | 17   | 17   | 19   | 19   | 19   | 26   | 26   | 18   | 17   | 18   | 18   | 16   | 19   |

## Obecní správa
Při sčítání lidu v letech 1850–1929 byly Křivousy osadou obce Dušníky nad Vltavou, se kterou patřily nejprve do okresu Slaný, od roku 1921 do okresu Kralupy nad Vltavou. V letech 1930–1960 byly samostatnou obcí, nejprve v okrese Kralupy nad Vltavou, od roku 1960 v okrese Mělník. Od 1. července 1960 jsou částí obce Vojkovice v okrese Mělník. V letech 1930–1960 k obci patřily Dědibaby.